# Sagittaria macrocarpa
Sagittaria macrocarpa là một loài thực vật có hoa trong họ Alismataceae. Loài này được J.G.Sm. miêu tả khoa học đầu tiên năm 1895.